# Fermo Melotti
Fermo Melotti (Modena, 24 novembre 1912 – Modena, 13 giugno 1964) è stato un operaio e partigiano italiano, medaglia d'oro al valor militare.

## Biografia
Figlio di modesti lavoratori, dopo la scuola elementare iniziò a lavorare come apprendista meccanico. Svolse il servizio militare di leva nel 9º reggimento artiglieria pesante dal settembre 1933 all'agosto 1934. Riprese a lavorare come idraulico e già dal 1935, mentre lavorava come tornitore in una fabbrica di materiale bellico, era diventato un oppositore della dittatura mussoliniana.
L'8 settembre 1943, Fermo Melotti lasciò il lavoro presso lo stabilimento FIAT di Modena e si diede ad organizzare i primi nuclei partigiani nella provincia di Modena, da cui nacquero le divisioni garibaldine "Modena Pianura" e "Modena Montagna". L'operaio fu prima alla testa dei Gruppi di Azione Patriottica modenesi in numerose azioni di guerra, poi ricoprì (con il nome di battaglia di "Uragano", dovuto alla sua alta corporatura e forza leggendaria), alti incarichi nelle formazioni garibaldine che combattevano sull'Appennino tosco-emiliano, fino al grado di capitano.
La sera del 23 marzo 1944, al comando di otto gappisti, organizzò presso il mulino della Rosta sulla via Giardini un attentato contro il comandante militare provinciale, colonnello Costantino Rossi, lanciando alcune bombe a cui seguì una sparatoria. Il partigiano Walter Tabacchi venne ucciso, mentre Fermo Melotti fu gravemente ferito dallo scoppio di una bomba a mano tedesca che stava per lanciare, perdendo alcune dita della mano. Cercando di salvare i propri compagni, riuscì a sopravvivere e grazie all'aiuto dell'industriale Dagnino, venne nascosto a Corlo di Formigine nell'abitazione del partigiano democristiano Ezechiele Zanasi.
Continuando la lotta, venne poi catturato e torturato dai fascisti in maniera indescrivibile (tanto da suscitare lo stupore dei propri aguzzini) ma, pur di non tradire i propri compagni, rimase zitto e tentò di suicidarsi due volte. Quando finalmente gli amici partigiani organizzarono la fuga, Fermo Melotti riuscì a scardinare la porta della sua cella con le sue sole braccia e, durante la fuga, fu anche colpito da una pallottola. Ciononostante, continuò la lotta e, in un altro episodio, riuscì ad arrestare un carro armato con quattro bombe a mano. Il comando partigiano gli ordinò allora di ritirarsi al sicuro al di là della linea gotica, viste le sue innumerevoli ferite e cicatrici, ma Fermo Melotti rifiutò categoricamente e continuò anzi a travolgere le forze corazzate nemiche come un vero "uragano", fino a diventare leggendario in tutta l’Emilia e nel Corpo volontari della libertà dell’Emilia e Romagna.
Nella sanguinosa battaglia finale dell'aprile 1945 riuscì a sfondare la linea nazifascista a Prignano sulla Secchia, entrando vittorioso poi a Sassuolo guidando la sua brigata e liberando la città dai tedeschi.

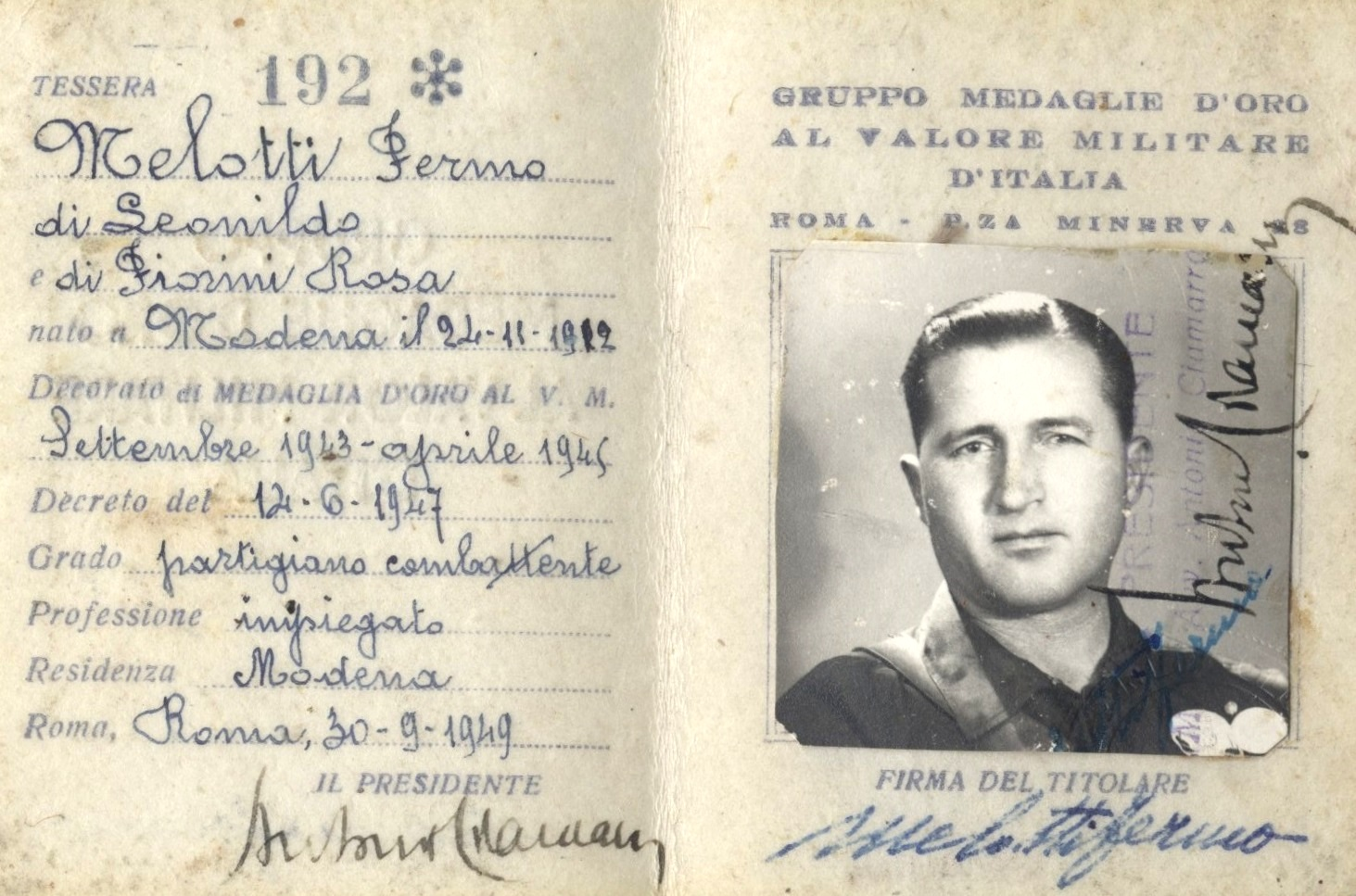
Tessera MOVM di Fermo Melotti

Dopo la fine della guerra, sposò Oneglia Galli detta "Nella" (1915-2012), staffetta partigiana della brigata "Mario" e infermiera nella brigata "Walter Tabacchi" (in cui curò le ferite di Fermo). In seguito venne assunto come impiegato al comune di Modena. Morì nella sua città natale all'età di 51 anni.

## Ricordo
Nella frazione di Cognento di Modena gli è dedicato un parco.
Nel 2012 la figlia Ilva ha donato all'Istituto per la storia della Resistenza e della società contemporanea in provincia di Modena il "fondo Fermo Melotti", relativo all'esperienza del padre nella lotta partigiana, nella sezione modenese dell'Associazione Nazionale Partigiani d'Italia e nella federazione modenese del Partito Comunista Italiano.